# La Mémoire dans la peau (téléfilm)
Pour les articles homonymes, voir La Mémoire dans la peau.
Pour plus de détails, voir Fiche technique et Distribution.
La Mémoire dans la peau (The Bourne Identity) est un téléfilm américain réalisé par Roger Young diffusé en deux parties en 1988 aux États-Unis sur ABC. En France, il fut diffusé en 1989 sur TF1.

## Synopsis
Jason Bourne est amnésique et ignore qui il est. Cependant, il se découvre rapidement des capacités étonnantes : techniques de combat, maniement des armes et un sang-froid à toute épreuve. Tous ces talents vont lui servir car plusieurs personnes sont à ses trousses...

## Fiche technique
Sauf indication contraire, les informations mentionnées dans cette section peuvent être confirmées par la base de données cinématographiques IMDb,  présente dans la section « Liens externes ».
- Titre : La Mémoire dans la peau
- Titre original : The Bourne Identity
- Réalisation : Roger Young
- Scénario : Carol Sobieski, d'après le roman La Mémoire dans la peau de Robert Ludlum
- Musique : Laurence Rosenthal
- Photographie : Tony Pierce-Roberts
- Montage : Ellen Ring Jacobson et Benjamin A. Weissman
- Costumes : Barbara Lane
- Production : Frederick Muller

Coproducteur : Martin Rabbett
Producteur délégué : Alan Shayne
- Sociétés de production : Alan Shayne Productions et Warner Bros. Television
- Dates de diffusion :

 États-Unis : 8 et 9 mai 1988 (première diffusion TV)

## Distribution
- Richard Chamberlain (VF : Richard Darbois) : Jason Bourne
- Jaclyn Smith : Marie St. Jacques
- Anthony Quayle : Général François Villiers
- Donald Moffat : David Abbott
- Yorgo Voyagis : Carlos
- Peter Vaughan : Fritz Koenig
- Denholm Elliott : Geoffrey Washburn
- Michael Habeck : le gros homme
- Wolf Kahler : Gold Glasses
- Philip Madoc : Pierre D'Armacourt
- Bill Wallis : Chernak
- Franciscus Abgottspon : le deuxième chauffeur de taxi à Zurich
- Frederick Bartman : un homme à la banque
- John Carlin (en) : Albert Stossel, assistant de direction
- George Lane Cooper : le chauffeur de Fritz Koenig
- Sylvia Marriott : Meg
- Bruce Boa : Sénateur Crawford